# Vandenberg Space Force Base Lanceercomplex 2
Vandenberg Space Force Base Lanceercomplex 2 (Engels: Space Launch Complex 2, SLC-2) is een lanceercomplex voor de ruimtevaart op de Californische militaire lanceerbasis Vandenberg Space Force Base (voor 2021 Vandenberg Air Force Base geheten). Het bevat twee lanceerplaatsen, SLC-2E en SLC-2W, en ligt in het noordelijke gedeelte van de basis. De toegevoegde letters E en W staan voor East en West (oost en west).
Platform W wordt gebruikt als lanceerplaats voor de Firefly Alpha. Platform E is sinds 1972 inactief.

## Geschiedenis
SLC-2 was oorspronkelijk onderdeel van lanceercomplex 75 voor ballistische raketten van het geplande maar nooit opgerichte 75th Strategic Missile Squadron. LC-75 bevatte meerder subcomplexen, waaronder 75-1, dat later tot SLC-2 zou worden hernoemd. Ook SLC-1 en SLC-10 behoorden tot LC-75. De PGM-17 Thor was een ballistische raket voor de middellange afstand en de eerste operationele Amerikaanse ballistische raket.
Na de uitfasering van de PGM-17 Thor als ballistische raket, die door de gebruikte stuwstoffen een te lange voorbereidingstijd voor een lancering had om een effectief wapen te zijn, werden het complex en de raket aangepast voor de ruimtevaart.

### SLC-2E

#### PGM-17 Thor
De eerste lanceringen vanaf SLC-2E, die destijds LC-75-1-1 heette, betroffen testlanceringen van de PGM-17 Thor. De eerste lancering gebeurde op 16 december 1958.

#### Thor voor de ruimtevaart
In de periode 1961-1966 werden Thor-raketten vanaf SLC-2E gelanceerd. Deze voormalige ballistische raketten voor de middellange afstand werden met toevoeging van een tweede trap voor de ruimtevaart gebruikt.
Vanaf dit complex werden in die periode afwisselend de volgende configuraties gelanceerd:
- Thor DM-21 Agena-B
- Thor DM-21 Agena-D
- Thor DSV2A Ablestar
- Thor SLV2A Agena-D

#### Delta en Thorad
Van oktober 1966 tot en met maart 1972 werden voornamelijk Delta- en Thorad-raketten (beiden op de Thor gebaseerde raketten) en een enkele Thor-Agena vanaf SLC-2E gelanceerd.
Het ging om de configuraties:
- Delta E
- Delta E1
- Delta J
- Delta N
- Delta N6
- Delta L
- Thor-SLV2A Agena-D
- Thorad-SLV2G Agena-D

#### Braakligging
Vanaf 1972 werd SLC-2E niet meer gebruikt. Rond 2016 gaf Orbital-ATK (na overname in 2018 opgegaan in Northrop Grumman) aan het terrein mogelijk voor hun op dat moment nieuw te ontwikkelen medium- tot heavy-klasse raket OmegA te willen inrichten. Het bedrijf koos later voor SLC-6 maar annuleerde de raket in 2020.

### SLC-2W

#### PGM-17 Thor
De eerste lanceringen vanaf SLC-2W dat toen LC-75-1-2 heette betroffen testlanceringen van de PGM-17 Thor. De eerste lancering was op 17 september 1959.

#### Thor-Agena
Net als op platform E werden vanaf platform W Thor-Agena-raketten gelanceerd. Dit gebeurde van augustus 1962 tot en met januari 1968. Het ging om de configuraties:
- Thor DM-21 Agena-D
- Thor SLV2A Agena-D

#### Delta
Vanaf juni 1969 werd platform W gebruikt voor Delta-raketten. Dit waren flink gemodificeerde Thor-raketten met een tweede trap van het type Delta, toegevoegde vastebrandstof hulpraketten aan de zijkant en soms ook nog een derde trap. Het ging om de volgende varianten:
- Delta E1
- Delta N6
- Delta 900
- Delta 300
- Delta 1000 (meerdere configuraties)
- Delta 2000 (meerdere configuraties)
- Delta 3000 (meerdere configuraties)
- Delta 5000

#### Delta II
Van 1989 tot en met 2018 werden Delta II-raketten vanaf Platform W gelanceerd. Deze raket zou gedurende de jaren 1990 en 2000 de belangrijkste draagraket voor het lanceren van Amerikaanse satellieten en ruimtesondes zijn. In 2011 werden de Delta II-lanceerplaatsen op Cape Canaveral gesloten en de productie van deze raket gestaakt. De resterende raketten konden nog vanaf Vandenberg SLC-2W worden gelanceerd. Het platform werd verhuurd aan de bedrijven die de bouw en lancering van Delta II-raketten uitvoerden. Dat waren achtereenvolgens: McDonnell Douglas, Boeing en United Launch Alliance.
- Delta II 6000 (meerdere configuraties)
- Delta II 7000 (meerdere configuraties)

#### Alpha

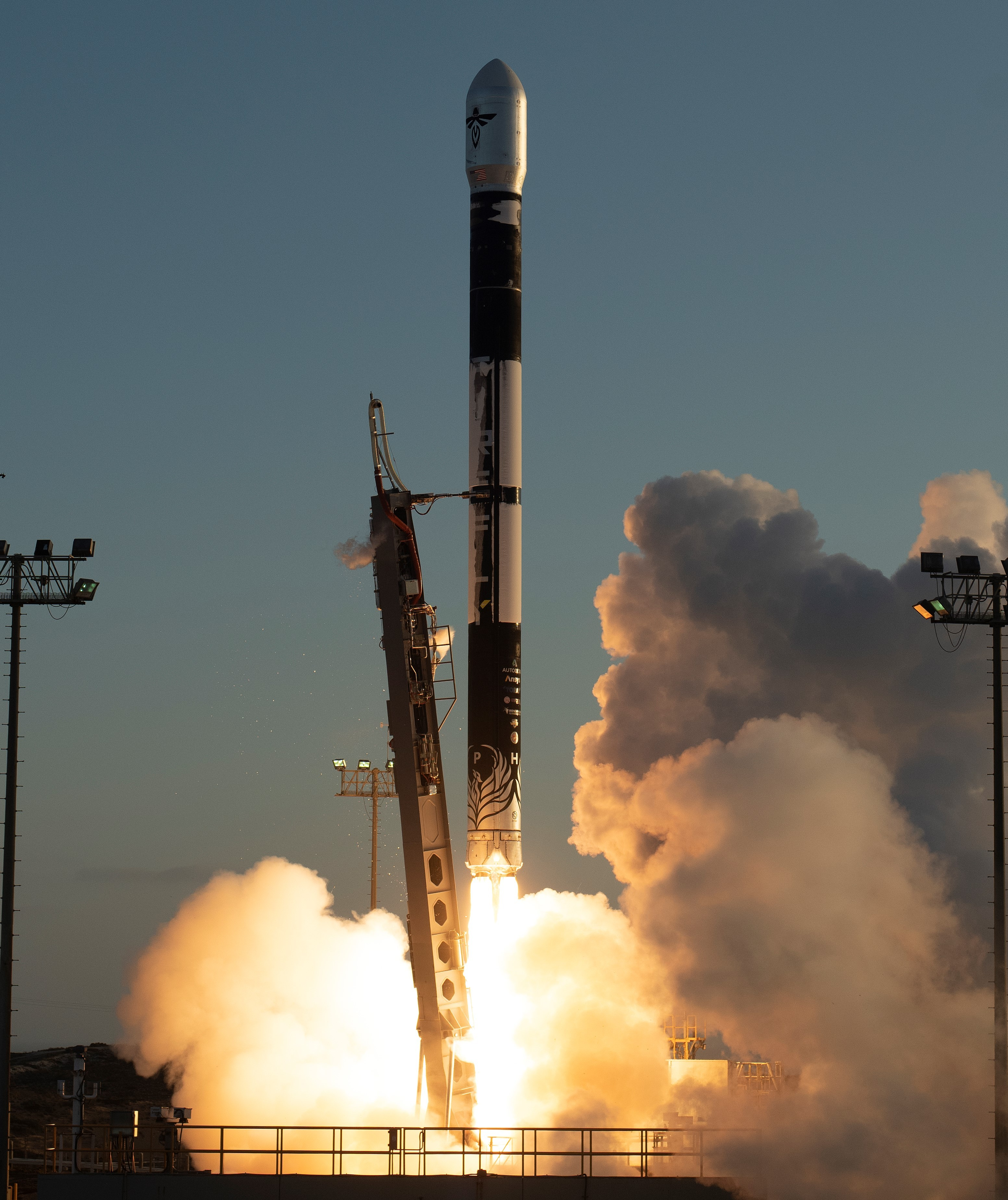
Debuut-lancering van de Alpha

Na de laatste Delta II-lancering werd SLC-2W overgedragen aan Firefly Aerospace. Terwijl de oude Delta-installatie werd ontmanteld werd er naast de oude lanceerplaats een nieuw lanceerplatform gebouwd voor de nieuwe, lichte draagraket Alpha. In september 2021 werd hier de eerste Alpha gelanceerd.

## Trivia
- Een stuk beton met daarop de naam NASA dat onderdeel was van het ballastbeton van de in 1978 gebouwde mobiele servicetoren van SLC-2W kon tijdens de sloop van de Delta-installatie worden gespaard en staat sinds eind 2024 elders op Vandenberg tentoongesteld.[1]